# Margaret Olley

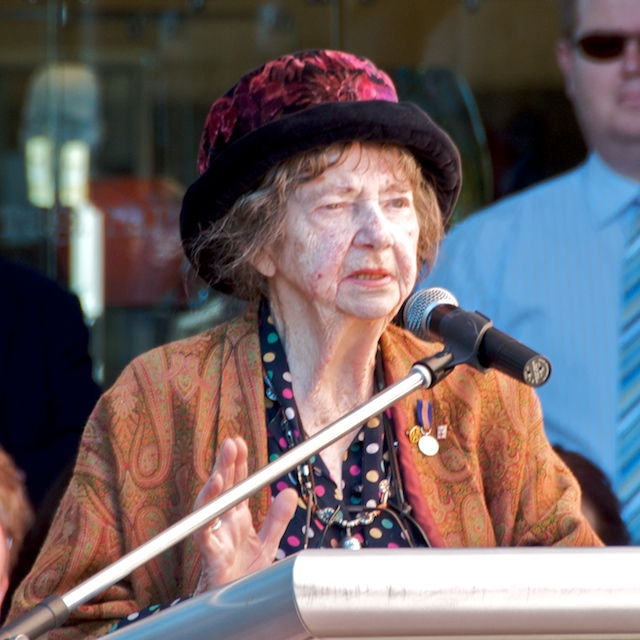
Margaret Olley (2009)

Margaret Hannah Olley (ur. 24 czerwca 1923 w Lismore, zm. 26 lipca 2011 w Sydney) – australijska malarka.
Malowała przede wszystkim martwe natury, miała ponad 90 indywidualnych wystaw. W 1947 roku wygrała pierwszą Mosman Art Prize. Była dwukrotnie honorowana odznaczeniem Order of Australia (1991 - AM, 2006 - AC).
Portrety przedstawiające Olley dwukrotnie zdobyły najbardziej prestiżową w Australii nagrodę za portret - Archibald Prize (1948, 2011).